# Alúvium Hrona
Alúvium Hrona este o arie protejată (arie specială de conservare — SAC, sit de importanță comunitară — SCI) din Slovacia întinsă pe o suprafață de 225,05 ha, integral pe uscat.

## Localizare
Centrul sitului Alúvium Hrona este situat la coordonatele 48°50′12″N 20°01′34″E / 48.83659°N 20.026185°E.

## Înființare
Situl Alúvium Hrona a fost declarat sit de importanță comunitară în aprilie 2004 pentru a proteja 13 specii de animale. Situl a fost protejat și ca arie specială de conservare în martie 2004.

## Biodiversitate
Situată în ecoregiunea alpină, aria protejată conține 6 habitate naturale: Mlaștini turboase de tranziție și turbării mișcătoare, Mlaștini alcaline, Cursuri de apă de la nivel de câmpie la nivel montan, cu vegetație Ranunculion fluitantis și Callitricho-Batrachion, Păduri aluvionare cu Alnus glutinosa și Fraxinus excelsior (Alno-Padion, Alnion incanae, Salicion albae), Fânețe de joasă altitudine (Alopecurus pratensis, Sanguisorba officinalis), Liziere de ierburi înalte hidrofile de câmpie și de nivel montan până la alpin.
La baza desemnării sitului se află mai multe specii protejate:
- amfibieni (2): izvoraș-cu-burta-galbenă (Bombina variegata), Triturus montandoni
- mamifere (7): liliac cârn (Barbastella barbastellus), vidră de râu (Lutra lutra), liliac cu urechi de șoarece (Myotis blythii), liliac de iaz (Myotis dasycneme), liliac cărămiziu (Myotis emarginatus), liliac comun (Myotis myotis), liliacul mic cu potcoavă (Rhinolophus hipposideros)
- nevertebrate (1): Cucujus cinnaberinus
- pești (3): zglăvoacă (Cottus gobio), Eudontomyzon mariae, lostriță (Hucho hucho)

Pe lângă speciile protejate, pe teritoriul sitului au mai fost identificate 13 specii de plante, 4 specii de amfibieni, 18 specii de mamifere, 2 specii de reptile.